# لوسار
لوسار (Losar):مهرجان في البوذية التبتية. يتم الاحتفال به في تواريخ مختلفة حسب الموقع (التبت ، بوتان ، نيبال ، الهند ، باكستان). العطلة هي عيد رأس السنة، يتم الاحتفال به في اليوم الأول من التقويم التبتي القمري ، والذي يتوافق مع تاريخ في فبراير
يطلق على الاختلاف في المهرجان في نيبال Lhochhar ويلاحظ قبل حوالي ثمانية أسابيع من لوسار التبتية.